# Fritzi Haberlandt

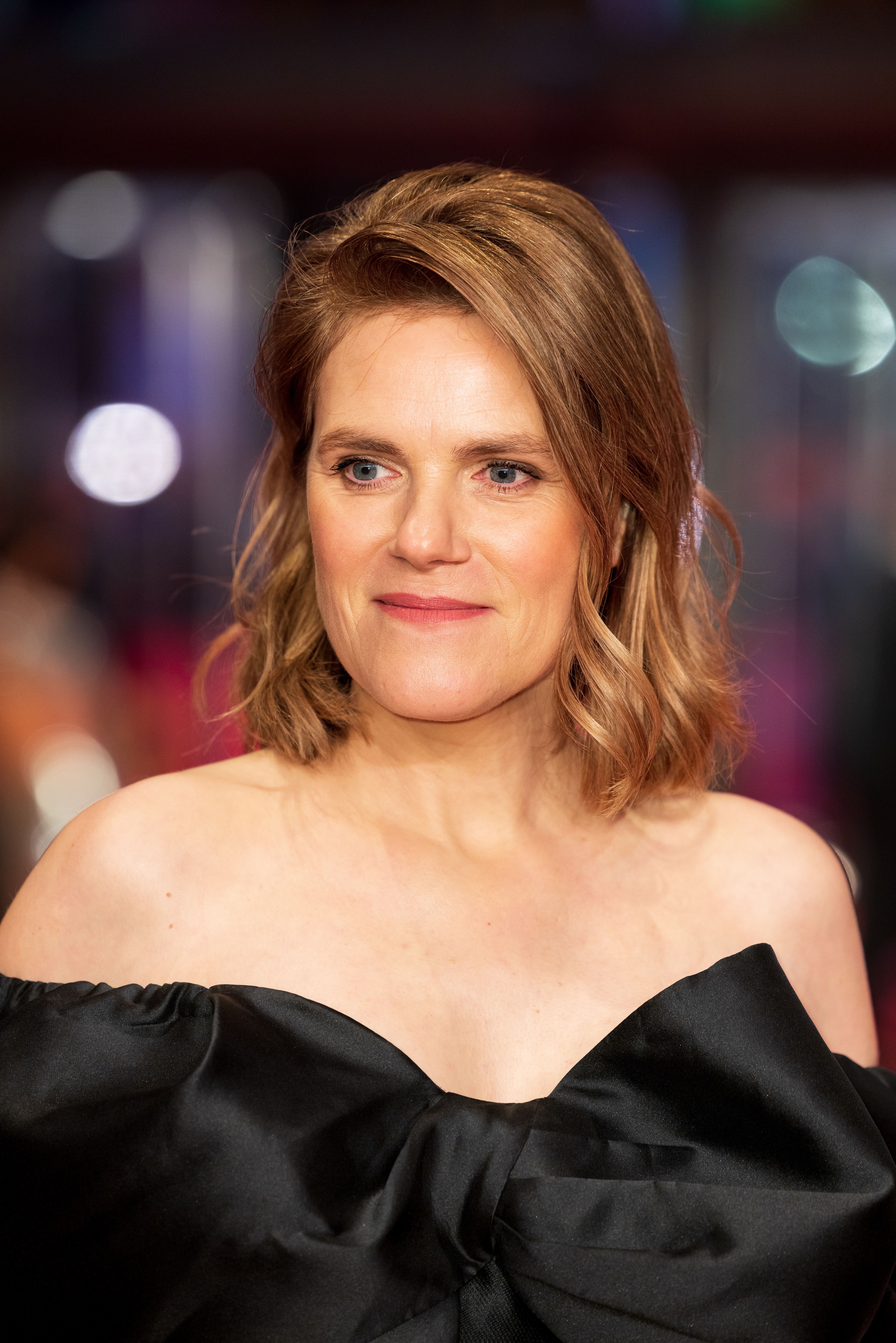
Fritzi Haberlandt bei der Eröffnung der Berlinale 2023

Fritzi Haberlandt (* 6. Juni 1975 in Ost-Berlin) ist eine deutsche Schauspielerin sowie Hörspiel- und Hörbuchsprecherin.

## Leben

### Privates und Ausbildung
Fritzi Haberlandt wurde in Ost-Berlin geboren und besuchte dort die Schule. Im Jahr 1991 zog die Familie mit dem jüngeren Bruder Philipp Haberlandt, der als Kameramann arbeitet, nach Norderstedt, wo Haberlandt 1995 ihr Abitur abschloss. Sie lebte mit dem Regisseur und Drehbuchautor Hendrik Handloegten in Berlin-Kreuzberg und wohnt jetzt in der Schorfheide in Brandenburg.
Von 1995 bis 1999 absolvierte sie ihre Schauspielausbildung an der Hochschule für Schauspielkunst „Ernst Busch“ Berlin. Sie studierte in einem Jahrgang mit Lars Eidinger, Nina Hoss, Devid Striesow und Mark Waschke.

### Theater
Während ihrer Ausbildung und danach arbeitete Haberlandt mit Robert Wilson, u. a. 1998 am Berliner Ensemble (Lucile in Dantons Tod) und 1999 in New York (The Days Before: Death, Destruction + Detroit III). Ende 1999 trat sie ein Engagement am Schauspiel Hannover an und debütierte dort als Franziska in Minna von Barnhelm von G. E. Lessing (Inszenierung Tilman Gersch) und als Emily in Unsere kleine Stadt/Action von Thornton Wilder/Sam Shepard (Inszenierung Hartmut Wickert).
Ab der Spielzeit 2000/01 bis zum Ende der Spielzeit 2005/06 war Haberlandt Mitglied des Thalia Theaters in Hamburg. Von 2006 bis 2008 gehörte sie zum Ensemble des Berliner Maxim-Gorki-Theaters unter der Intendanz von Armin Petras. Dort gastiert sie weiterhin, seit 2009 auch am Wiener Burgtheater. 2017 war sie bei den Salzburger Festspielen in Lulu in einer Inszenierung von Athina Rachel Tsangari in der Rolle der Gräfin Geschwitz zu sehen.

### Film und Fernsehen
Erste Filmerfahrungen sammelte Haberlandt unter der Regie von Egon Günther als Ernestine Vulpius in Die Braut. In Kalt ist der Abendhauch nach Ingrid Noll unter der Regie von Rainer Kaufmann spielte sie die Hauptrolle und erhielt dafür den Bayerischen Filmpreis.
Nachdem sie die Auszeichnung bereits für ihre Leistung in Hendrik Handloegtens liegen lernen (2003) erhalten hatte, wurde sie für ihre Nebenrolle in Handloegtens Fenster zum Sommer erneut für den Deutschen Filmpreis 2012 nominiert. 2013 spielte sie, erneut unter Handloegtens Regie, im Musikvideo Familienfest von Bosse die Hauptperson. Ebenfalls 2013 war sie in der Tatort-Episode Summ, Summ, Summ der Ermittler Thiel und Boerne als vernarrter Fan des Schlagersängers Roland Kaiser zu sehen. In den Jahren 2018 und 2020 spielte Haberlandt die Ärztin Tina Fischer in der zweiten und dritten Staffel der Fernsehserie Deutschland. Außerdem spielte sie in der Serie "Babylon Berlin" die durchaus zentrale Nebenrolle der Elisabeth Behnke und verkörpert das Leben der einfachen Menschen Berlins in den späten 1920er und frühen 1930er Jahren – sichtbar gemacht durch ihre aufrechten, bodenständigen Darstellungen. 2025 reüssierte sie  als Wilma in dem Film "Wilma will mehr" durch ihr nuancenreiches und identitätsstiftendes Spiel.

### Weitere Aktivitäten
Haberlandt ist Mitglied der Deutschen Filmakademie. 2022 wurde sie auf Vorschlag von Bündnis 90/Die Grünen für Brandenburg zum Mitglied der 17. Bundesversammlung gewählt.

## Filmografie

### Kino
- 1999: Die Braut
- 2000: Kalt ist der Abendhauch
- 2002: Heimatfilm!
- 2003: liegen lernen
- 2004: Erbsen auf halb 6
- 2007: Nichts als Gespenster
- 2007: Hände weg von Mississippi
- 2007: Ein spätes Mädchen
- 2008: Freischwimmer
- 2008: Der Mond und andere Liebhaber
- 2011: Das Blaue vom Himmel
- 2011: Eine Insel namens Udo
- 2011: Fenster zum Sommer
- 2012: Transpapa
- 2012: Die Libelle und das Nashorn
- 2014: Quatsch und die Nasenbärbande
- 2015: Fiddlesticks
- 2016: Nebel im August
- 2017: Timm Thaler oder das verkaufte Lachen
- 2024: In Liebe, Eure Hilde
- 2025: Wilma will mehr

### Fernsehen
- 2008: Ein starker Abgang
- 2009: Tatort: Tote Männer
- 2009: Polizeiruf 110: Die armen Kinder von Schwerin
- 2009–2014: Polizeihauptmeister Krause (3 Folgen)
  - 2009: Krauses Kur
  - 2011: Krauses Braut
  - 2014: Krauses Geheimnis
- 2010: Tatort: Wie einst Lilly
- 2011: Nacht ohne Morgen
- 2013: Tatort: Summ, Summ, Summ
- 2014: Polizeiruf 110: Käfer und Prinzessin
- 2014: Der Tatortreiniger (Folge Schweine)
- 2015: Der Verlust
- 2016: Tatort: Der treue Roy
- 2016: Mord geht immer – Der Chef ist tot
- 2017–2022: Babylon Berlin (Fernsehserie, 39 Folgen)
- 2018: Deutschland 86 (Fernsehserie, 10 Folgen)
- 2019: Mord geht immer – Der Koch ist tot
- 2020: Herr und Frau Bulle – Abfall (Fernsehreihe)
- 2020: Deutschland 89 (Fernsehserie, 8 Folgen)
- 2022: ZERV – Zeit der Abrechnung (Fernsehserie)
- 2022: Das Boot (Fernsehserie, 3 Folgen)
- 2022: Martha Liebermann – Ein gestohlenes Leben
- 2024: Perfekt Verpasst (Fernsehserie, 7 Folgen)

## Theater (Auswahl)
- Titelrolle in Lulu von Frank Wedekind – Regie: Michael Thalheimer
- Lucille in Dantons Tod von Georg Büchner – Regie: Robert Wilson
- Franziska in Minna von Barnhelm von Gotthold Ephraim Lessing – Regie: Tilman Gersch
- Natascha in Nachtasyl von Maxim Gorki – Regie: Andreas Kriegenburg
- Julie in Liliom von Ferenc Molnár – Regie: Michael Thalheimer
- Rosa in Fight City. Vineta von Fritz Kater – Regie: Armin Petras
- Luise Miller in Kabale und Liebe von Friedrich Schiller – Regie: Michael Thalheimer
- Mitzi in Liebelei von Arthur Schnitzler – Regie: Michael Thalheimer
- Charlotte in Die Leiden des jungen Werthers von Johann Wolfgang von Goethe – Regie: Jan Bosse
- In Angabe der Person von Elfriede Jelinek – Regie: Jossi Wieler
- Ira in Das mangelnde Licht von Nino Haratischwili – Regie: Jette Steckel

## Hörbücher (Auswahl)
- 2003: Molly Moon von Georgia Byng, Der Hörverlag, ISBN 3-89940-088-7
- 2003: Hände weg von Mississippi von Cornelia Funke, Jumbo Neue Medien & Verlag, ISBN 978-3-89592-797-3
- 2004: Zwei wilde kleine Hexen von Cornelia Funke, Jumbo Neue Medien & Verlag, ISBN 978-3-8337-1008-7
- 2007: Das kunstseidene Mädchen von Irmgard Keun, Random House Audio, ISBN 978-3-89830-968-4
- 2008: Das kleine Gespenst von Otfried Preußler, Der Audio Verlag, ISBN 978-3-89813-772-0
- 2009: Tagebuch von Anne Frank, Argon Verlag, ISBN 978-3-86610-765-6
- 2014: Geschichten vom Ponyhof von Anne Braun, Jumbo Neue Medien & Verlag, ISBN 978-3-8337-3288-1
- 2022: Liz Kessler: Als die Welt uns gehörte, Argon Verlag, ISBN 978-3-8398-4403-8 (mit Julian Greis, Friedhelm Ptok und Walter Kreye)

## Hörspiele (Auswahl)
- 2014: Hiromi Kawakami: Der Himmel ist blau, die Erde ist weiß oder: Die Mappe des Lehrers – Regie: Heike Tauch (Hörspiel – DKultur)
- 2020: Robert Harris: Der zweite Schlaf (Oliver Quyke) – Regie: Leonhard Koppelmann (Hörspielbearbeitung – HR/Der Hörverlag)

## Auszeichnungen
- 2000/2001: Nachwuchsspielerin des Jahres (Theater heute)
- 2000: Bayerischer Filmpreis als Beste Nachwuchsdarstellerin für Kalt ist der Abendhauch
- 2001: Boy-Gobert-Preis
- 2003: Alfred-Kerr-Darstellerpreis für ihre Rollen in Zeit zu lieben Zeit zu sterben und Liebelei
- 2004: Deutscher Filmpreis als Beste Nebendarstellerin für liegen lernen
- 2007: Hessischer Fernsehpreis für ihre Darstellung in dem Fernsehfilm Ein spätes Mädchen
- 2012: Ernst-Lubitsch-Preis für ihre Rolle in Eine Insel namens Udo
- 2023: Deutscher Theaterpreis Der Faust in der Kategorie Beste darstellerische Leistung im Schauspiel für Angabe der Person am Deutschen Theater Berlin[7]